# Sebá
Sebá (właśc. Sebastião de Freitas Couto Júnior; ur. 8 czerwca 1992 w Salvadorze) – brazylijski piłkarz występujący na pozycji napastnika, zawodnik saudyjskiego klubu Asz-Szabab Rijad.
14 stycznia 2019 podpisał kontrakt z saudyjskim klubem Asz-Szabab Rijad, umowa do 30 czerwca 2022. Kwota odstępnego wyniosła 300 tys. €.

## Sukcesy

### Klubowe
Cruzeiro EC
- Campeonato Mineiro: 2011

FC Porto
- Primeira Liga: 2012/13

Olympiakos SFP
- Superleague Ellada: 2015/16 i 2016/17